# August Gailit
August Gailit (Valgaama, 1891. január 9. – Svédország, Örebro, 1960. november 5.) észt író, novellista, regényíró.

## Élete
Valószínű, hogy Gailitban volt némi lív vér a nagyapja révén. Gyökerei nagyon sokfelé ágaztak, így Lettországgal is kapcsolatban volt, sok művét kéziratokból fordították lett nyelvre. Egy volt azok közül az írók közül, akiknek ereiben sokféle vér csörgedezett (lív, lett, német és észt). Később az iskolában elsajátította az orosz nyelvet is.
Gailit Valgamaa-ban született a Sangaste-i uradalomhoz közeli Kuiksild-ban. Apja lett származású ács volt. A fiatal Gailit is összetalálkozott apja munkatársaival, akikkel hosszú munkaútjai alkalmával hozta össze a sors. Rájuk később, mint embertípusokra utalt. Édesanyját Agnes Stambergnek hívták, Vana-Annamőisá-ból származott. Úgy vélik, hogy neve egy nemesi nevet rejtett magában. Az igen sokrétű származástól eltekintve Gailit észt írónak és általában észtnek tartotta magát.

## A tanulóévek
1899-ben Gailit elkezdte a valgai községi iskolát, majd ezután a valgai városi iskolát is, bár egyiket sem fejezte be. 1905-1907 között a tartui városi iskolába járt, de ezt sem fejezte be. Az utolsó előtti évben kilépett, hogy magántanulóként folytassa tanulmányait – mint sokan mások is akkoriban – és befejezze a gimnáziumot. A híres Hugo Treffner Gimnáziumban magánórákat vett latin nyelvből, irodalomból és más tárgyakból. Az akkori instabil viszonyok miatt nem érettségizett le.
A Rosztovcev Magánegyetemen orvostudományi előadásokat hallgatott ám végbizonyítványt nem kapott, mert nem volt meg az érettségije. Gailit széles körű ismereteket sajátított el ebben az időszakban, egészen addig, míg 1911-ben távozott Tartuból.

## Szakmai út
1911-ben Rigában kezdett tevékenykedni újságíróként és cikkeket küldött a Postimeesnek a lett kulturális életről. Az első világháború kitörésekor küldönc lett belőle. Amikor a front 1916-ban elérte Lettországot, Tallinnba utazott és az ottani Tallinna Teataja szerkesztőségében tevékenykedett, ahol megismerkedett Henrik Visnapuuval. Mindketten részt vettek a Siuru (irodalmi csoportosulás) megalapításában. 1917-ben Gailit a Tartu Postimees-ben dolgozott és számos irodalmi témájú cikket adott ki. A szabadságharcban szintén küldöncként-hivatalnokként vett részt. 1920-22-ben a rigai észt nagykövetségen dolgozott, mint sajtóattasé. Az 1922-24 közötti időszakot külföldön töltötte (Németország, Franciaország, Olaszország). Később szabadúszó íróként munkálkodott. 1932-34-ben a tartui Vanemuine színház igazgatója volt. Ezután családjával együtt Tallinnba költözött és ismét az írói munkának szentelte magát. A német megszállás idején 1944-ben arra kényszerült, hogy Svédországba emigráljon.

## Az emigráció évei
Svédországban jórészt Örebro közelében élt. Az itt megjelent műveiben továbbra is hazája felé fordul.
1960-ban halt meg, a helyi temetőben helyezték örök nyugalomra.

## Alkotói útja
Gailit munkássága három részre oszlik.

### 1909–1924
Nagy részben novellák jelentek meg tőle, akkor, amikor az újromantika dominált az irodalomban. Gailit mégsem alkalmazkodott ehhez, hanem mintegy dacolt vele. Novellái komorak, igyekeznek sokkolni az olvasót. Szereplőként gyakran megjelenik a sátán. Éles kritikát fogalmaz meg, műveiben furcsa betegségek szerepelnek, a szereplők sátánokká és fekete macskákká válnak. Az August Gailiti surm-ban sokkolja az olvasót azzal, hogy saját haláláról ír. A Muinasmaa az előzőnek kontrasztja, itt tulajdonképpen bohémekről van szó és Gailit igazi írói énje is kezd alakot ölteni.
A Purpurne surm az első észt fantáziaregény, melyben az emberiség egy titokzatos betegség következtében kipusztul.

### 1914–1944
Az előző korszakához képest hatalmas változásokat tapasztalni műveiben. Írásait a megnyugvás és optimista hangulat jellemzik. A Viimne romantik kakasok és tyúkok világáról szól. Az öreg kakas az utolsó romantikusnak tartja magát és a fiatalabb kakasoknál feljebbvaló akar lenni, bár ez csak nem sikerül neki. A Libahunt a személy szabadságáról és ezzel kapcsolatos problémákról szól. A Punased hobused egy eléggé furcsa novella. Egy fiatal lány faluról falura jár és ott szolgálónak szegődik, piromániában szenved, így minden falut feléget.
A Toomas Nipernaadi egyik leghíresebb műve, amelyet később meg is filmesítettek. Ez a regény hét novellából áll. Nipernaadi egy író és nyaranta Észtország-szerte vándorol. Mire jön a tél, talál magának asszonyt, akit hazavisz. Toomas ily módon próbál anyagot gyűjteni a munkájához. Összevissza hazudozik a szakmájáról. Az embereknek hazugságaival semmi rosszat nem tesz, igazából csak füllent. Az általa ostromlott lányok csendesek és nem igazán szépek. Mellettük csak Maret a kivétel, egy halász lánya. Teljesen olyan, mint Toomas. Ő is füllent, ő Toomas lelki rokona. Nipernaadi felesége Inrid inkább hasonlít a lányára, mintsem asszonyára.
Az Isade maa című műve a szabadságharcról szól.

### Az emigráció időszaka
Az Üle rahutu vee hajótöröttekről mesél, akik útja a tengeren keresztül vezet 1944-ben. Különböző karakterű emberek beszélnek egymásnak múltjukról. A Kas mäletad, mu arm külföldön élő észtekről ad képet, akik Svédországban beszélnek hazájukról, egy idealizált Észtországról.

## Művei
- Kui päike läheb looja (elbeszélés), 1910
- Saatana karussell (novellagyűjtemény), 1917
- Muinasmaa"(regény), 1918
- Klounid ja faunid (elbeszélés), 1919
- Rändavad rüütlid (novellagyűjtemény), 1919
- August Gailiti surm (novellagyűjtemény), 1919
- Purpurne surm (regény), 1924
- Idioot (novellagyűjtemény), 1924
- Vastu hommikut (novellagyűjtemény), 1926
- Aja grimassid (elbeszélések), 1926
- Ristisõitjad (novellagyűjtemény), 1927
- Toomas Nipernaadi (novellákban megjelent regény), 1928
- Isade maa (regény), 1935
- Karge meri (regény), 1938
- Ekke Moor (regény), 1941
- Leegitsev süda (regény), 1945
- Üle rahutu vee (regény), 1951
- Kas mäletad, mu arm? 1951-1959

## Magyarul
- Tenger. Elbeszélések; Kner, Gyoma, 1933